# Ecclesia de Eucharistia
Ecclesia de Eucharistia (Церковь Евхаристии) — четырнадцатая и заключительная энциклика Папы римского Иоанна Павла II, опубликованная 17 апреля 2003 года. Энциклика посвящена Евхаристии и её роли в Церкви

## Структура
Энциклика состоит из введения, шести основных частей и заключения.
- Введение
- Тайна веры
- Евхаристия созидает Церковь
- Апостольское свойство Евхаристии и Церкви
- Евхаристия и церковное общение
- Достоинство Евхаристической литургии
- В школе Марии, «Евхаристической» Жены
- Заключение

## Содержание
В первых же словах энциклики папа подчёркивает исключительную важность Евхаристической жертвы для Церкви:
Церковь живет Евхаристией. Эта истина не просто выражает повседневный опыт веры, но заключает в себе ядро тайны Церкви. Церковь радостно переживает многообразное и неустанное исполнение обетования: "Се, я с вами во все дни до скончания века" 
Согласно мысли Иоанна Павла II, большое значение для правильного понимания Евхаристии имеют слова «Тайна веры», которые звучат в чине мессы сразу после установительных слов. Отношение к Евхаристии как к тайне христианской веры, в основе которой лежит постоянно вспоминаемая искупительная жертва Христа, помогает правильно понять её смысл.
Евхаристия, говорится в энциклике, созидает Церковь не только как общество верных, участвующее в общей жертве, но и как общество миссионеров, призванное к евангелизации всех людей.
Третья глава энциклики говорит об апостольском характере Церкви, Евхаристия была установлена на Тайной вечере Христа с апостолами, поэтому принципиально важным для действительности евхаристического таинства является апостольское преемство. Энциклика напоминает об обязанности пресвитеров к ежедневной Евхаристии и призывает сделать её центром приходской пастырской деятельности.
В четвёртой главе особо подчёркивается, что экуменический диалог с христианскими общинами, действительность евхаристии которых не признаётся Католической церковью, не должен служить причиной замены воскресной мессы молитвенными собраниями с другими христианами. Католики, принимающие участие в христианских службах церковных общин с недействительной с католической точки зрения евхаристией, должны воздерживаться от причащения. Энциклика останавливается также на освящении воскресных дней и важности участие верных в воскресных литургиях.